# Oeschgen
Oeschgen est une commune suisse du canton d'Argovie, située dans le district de Laufenburg.

Photo aérienne (1954).

## Histoire
Des vestiges isolés attestent qu'Oeschgen était déjà habité à l'âge de pierre. D'autres traces témoignent de l'occupation romaine durant l'Antiquité.
Au Moyen Âge, la souveraineté du lieu appartient aux comtes von Homberg, puis, du milieu du XIVe siècle à 1797, relève de la seigneurie de Laufenburg.
Oeschgne fut rattaché au canton d'Argovie avec le Fricktal en 1803.

## Monuments et curiosités
- Le manoir d'Oeschgen a été édifié en 1597-98 pour servir de résidence aux seigneurs de Schönau. Remanié au XIXe siècle, le bâtiment a subi une rénovation générale en 1977 et fait actuellement office de maison communale[6].